# 中國—拉丁美洲關係
中國—拉丁美洲關係，是指中華人民共和國和拉丁美洲國家之間的多邊關係。中國與拉美國家的合作近年愈趨頻繁。

## 經貿關係

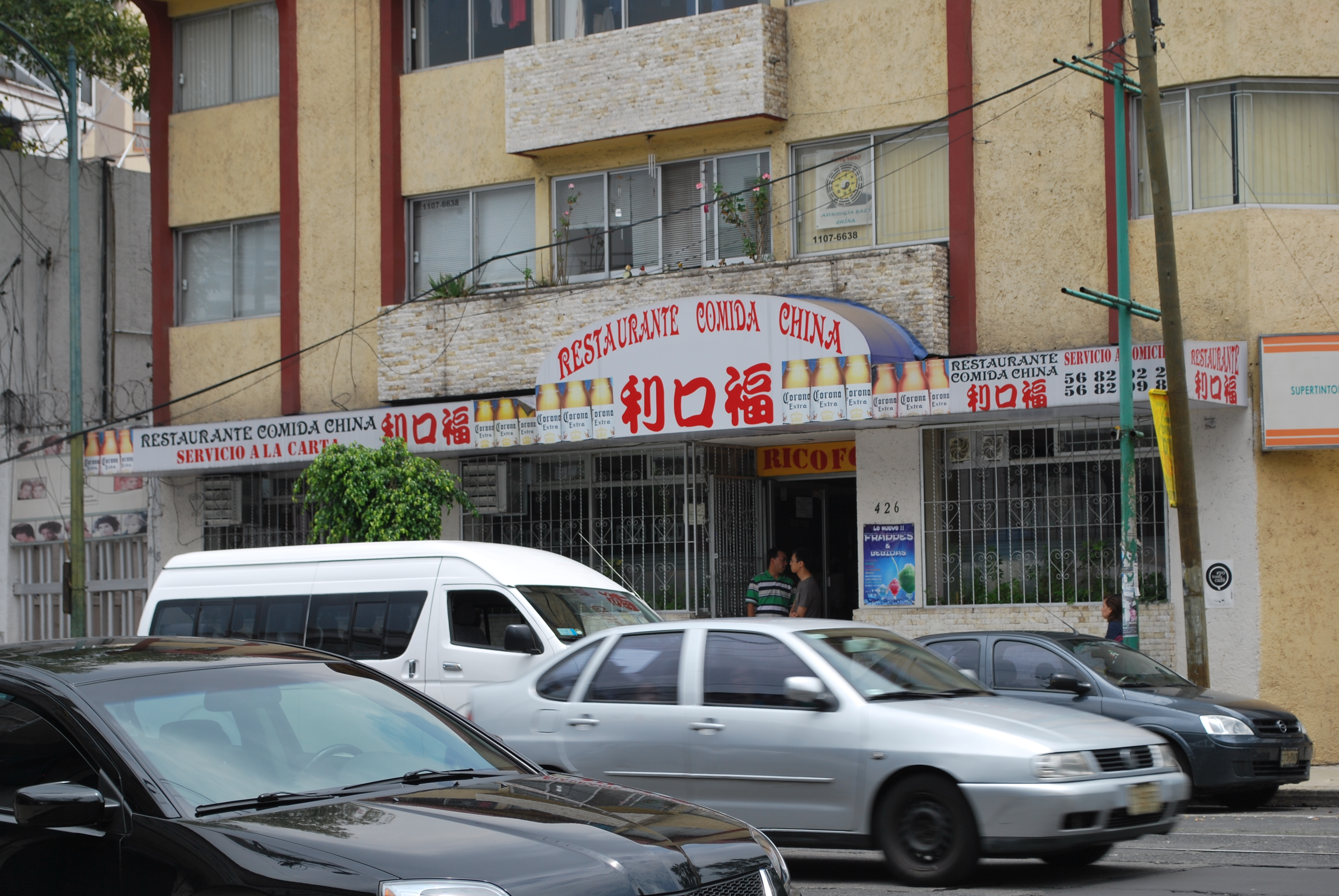
墨西哥的中餐廳

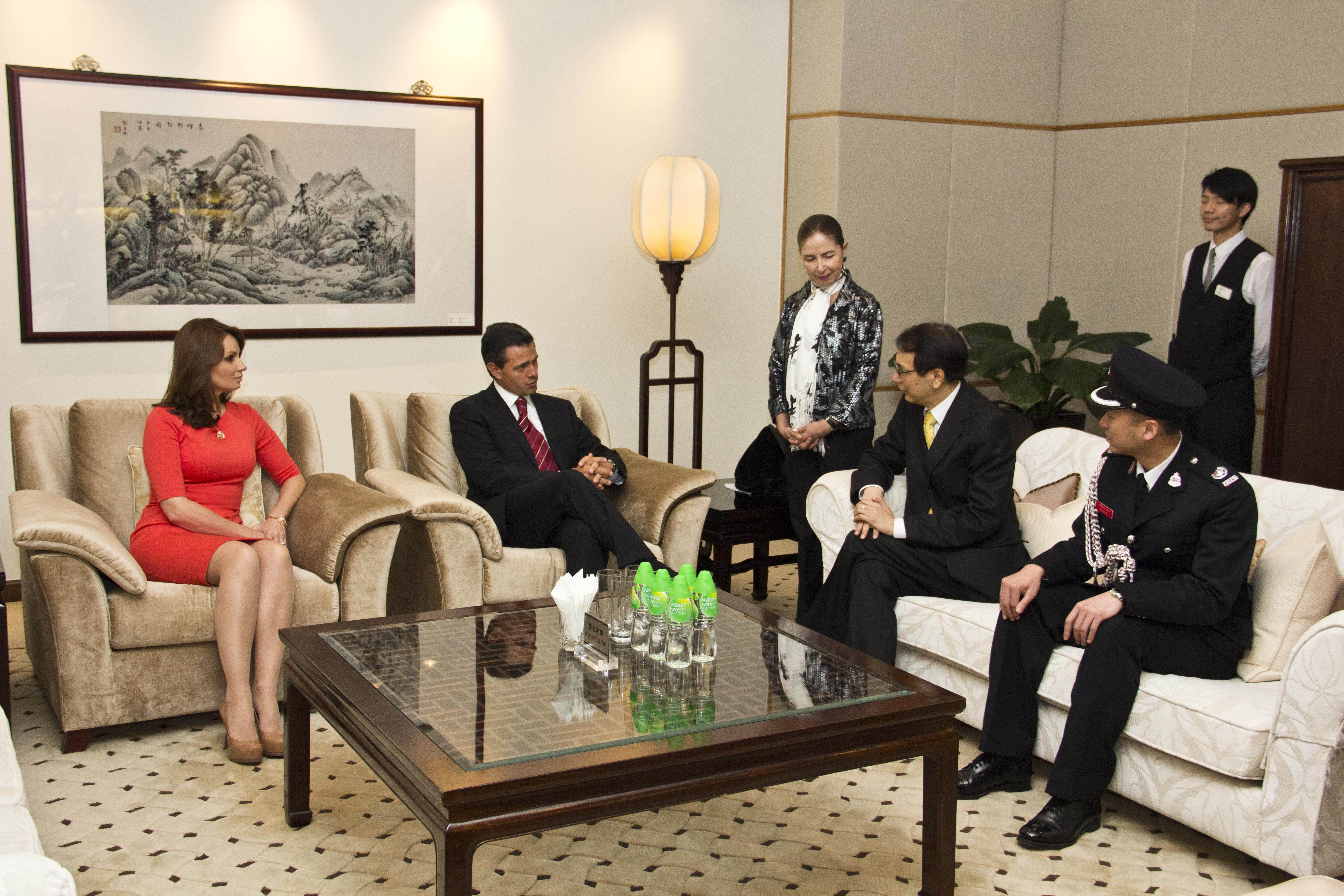
中墨高層互訪

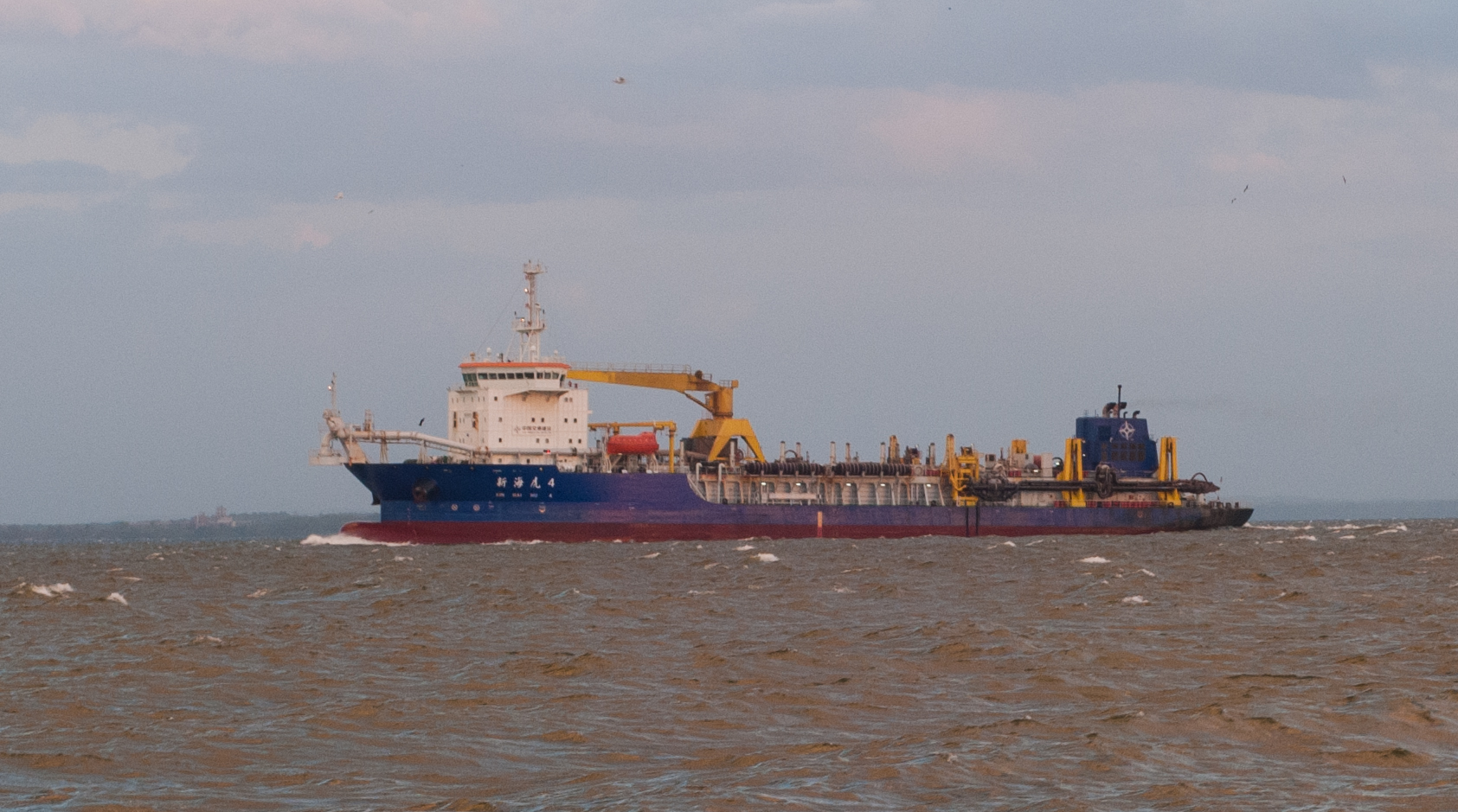
在委內瑞拉的中國散裝輪

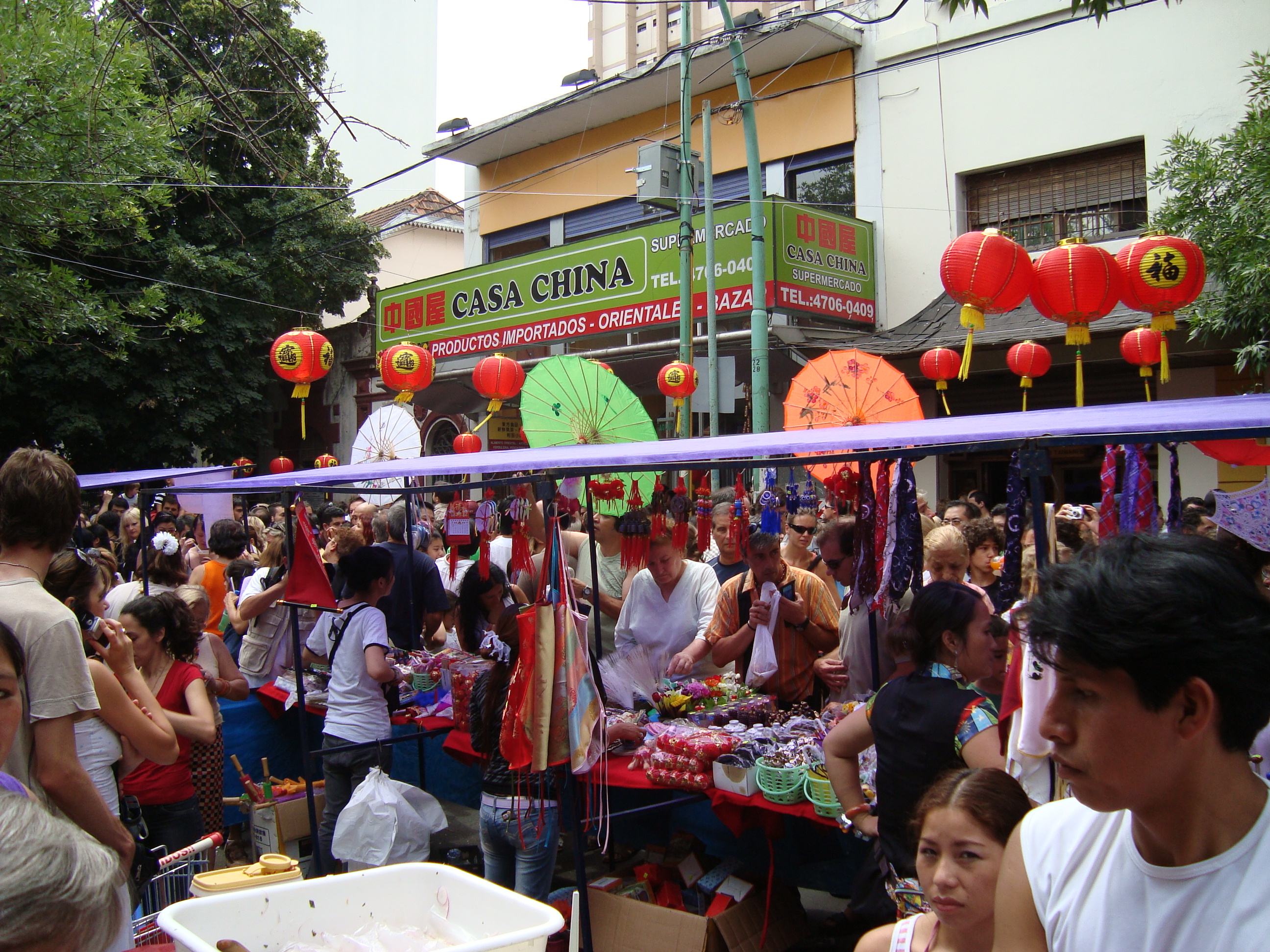
阿根廷的中國新年

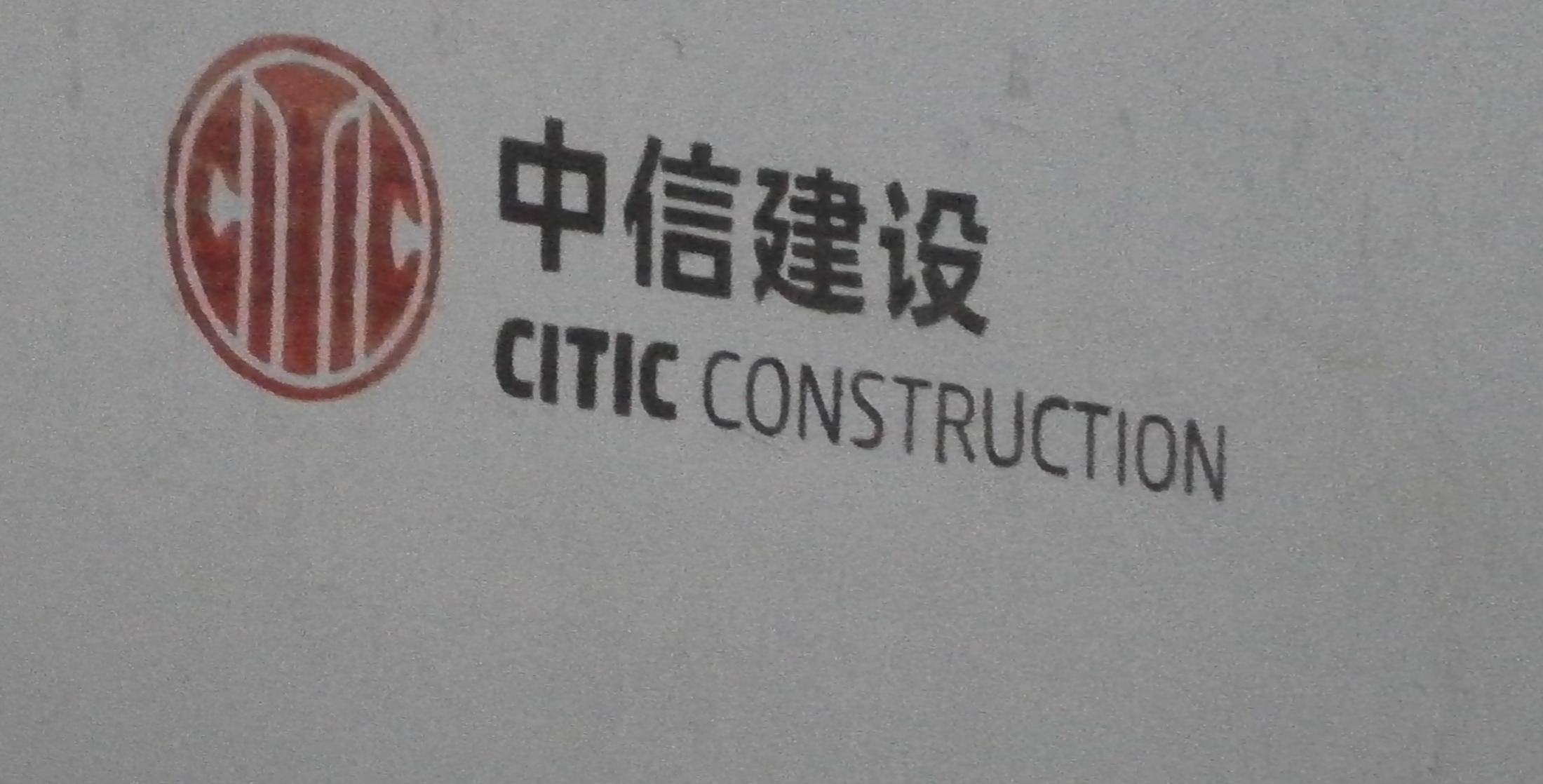
中信集團在尼加拉瓜的工地

據中华人民共和国商务部所提供的資料，中國和拉美之間的雙邊貿易總額從2000年的100億美元增長到2009年的1300億美元，在九年間一共增長了1200％，及後更於2011年增至2415億美元。與中國的雙邊貿易總額排名前五位的拉美國家依次為巴西、墨西哥、智利、委內瑞拉和阿根廷。
於2009年，在拉美地區的出口總額中，到中國的出口佔7%，主要出口產品包括原材料、銅、鐵礦石、石油和大豆等，哥斯達黎加、薩爾瓦多和墨西哥對中國的出口產品則大部分是高科技產品。中國是巴西、智利、秘魯、阿根廷、哥斯達黎加和古巴最大的出口市場，其中巴西、智利、阿根廷和秘魯的出口總額佔90%。由於中國對拉美貨品的需求日漸增加，拉丁美洲出口商品的價格日益昂貴；而在巴西，中國對拉美貨品需求增加被認為是中產階級崛起的原因。同於2009年，中國的出口總額中，到拉丁美洲的出口佔5%，出口產品主要包括工業產品和制成品。中國商品於拉美很受歡迎，原因之一是其價格低廉，中國製造商亦努力在拉美地區建立自己的品牌。
根據2012年惠譽評級的報告，中國於2010年對拉丁美洲的出口有92%為商品（注意不是指產品）。該報告又指出拉丁美洲國家從與中國的貿易中獲益，並因而改善與中國的關係。
拉美國家的製造商都面臨著與中國在國內和國際市場日益激烈的競爭；在一些拉美國家，由於中國企業有大量製成品出口至當地，以致當地製造業的崗位減少，促成一些對中國的抗議。
2022年6月，路透社对联合国發佈的2015-2021年的贸易数据進行分析後認為，除墨西哥之外，中国與拉美地区其他國家之間的貿易总量均超过美国，而且贸易差距在2021年有所擴大。
截至2023年底，中国是拉美第二大贸易伙伴，拉美是中国海外投资第二大目的地。

## 軍事關係
中國和委內瑞拉、智利、玻利維亞和古巴四個拉美國家的軍事關係是建基於軍事官員互訪及於對方的海軍港口停泊戰艦等交流活動，中國亦有向委內瑞拉和玻利維亞等拉美國家出售軍備。2011年，中國與玻利維亞簽署了一項軍事合作協議；2009年，中國艦隊分別訪問了智利、厄瓜多爾和秘魯。

## 政治互访
2014年7月15日-7月23日，中共中央总书记、中国国家主席习近平访问了巴西、阿根廷、委内瑞拉、古巴等4个国家，并出席了中拉领导人会晤。